# Lauro Müller (Santa Catarina)
Lauro Müller is een gemeente in de Braziliaanse deelstaat Santa Catarina. De gemeente telt 14.173 inwoners (schatting 2009).

## Aangrenzende gemeenten
De gemeente grenst aan Bom Jardim da Serra, Orleans, Treviso en Urussanga.

## Geboren
- Éder Citadin Martins (1986), voetballer